# Boy in Detention
Albums de Chris Brown
Chris Brown (2005)
Boy In Detention est l'une des mixtape du chanteur de pop/R&B Chris Brown.

## Liste de titres
1. First 48 (Prod by Jukebox)
2. Crazy (Prod by David Banner)
3. Freaky I’m Iz feat. Kevin McCall, Diesel & Swizz Beats (Prod by Kevin McCall)
4. Body on Mine feat. Se7en (Prod by Infinity)
5. Spend It All feat. Se7en & Kevin McCall (Prod by Info)
6. Private Dancer feat. Se7en & Kevin McCall (Prod by Cornelio Austin)
7. 100 Bottles feat. Se7en (Prod by DJ Chuckie)
8. Leave the Club feat. Joelle James (Prod by Justice League)
9. Real Hip Hop #4 feat. Kevin McCall (Prod by 9th Wonder)
10. Your Body (Prod by Hudson Mohawke)
11. Ladies Love Me feat. Justin Bieber (Prod by David Banner)
12. Real Hip Hop #3 (Prod by 9th Wonder)
13. Real Hip Hop feat. Kevin McCall (Prod by 9th Wonder)
14. Snapbacks Back feat. Tyga (Prod by Mike Will)
15. The Best Yo (Prod by Beat Syndicate)
16. Marvins Room Remix feat. J. Valentine, Dawn Richard, Se7en & Kevin McCall (Prod. by Ryan M. Tedder)
17. 100% feat. Kevin McCall (Prod by Kevin McCall)
18. Last (Prod by No I.D.)
19. Sweetheart (Prod by Kevin McCall)
20. Strip feat. Kevin McCall (Prod by Tha Bizness)
21. Yoko feat. Berner, Wiz Khalifa & Big K.R.I.T. (Prod by Big K.R.I.T.)